# Press (Lied)
Press (englisch für „Drücke“ oder „Presse“) ist ein Lied des britischen Musikers Paul McCartney, das 1986 als Single A-Seite veröffentlicht wurde. Komponiert wurde es von Paul McCartney.

## Hintergrund
McCartney sagte über die Initiierung des Liedes: „Linda war also so nett, mir eines Tages einen zu geben, wie man so schön sagt. Daraus können Sie Ihre eigenen Schlüsse ziehen! Ja, eine Massage. Wie auch immer, sie gab mir eine Massage und es fühlte sich einfach so gut an, und ich bekam irgendwie die Worte: 'Oh nun, das war's, oh ja, genau da, ooh', weißt du. "Ein bisschen runter, ein bisschen rauf." Und das Wort "Press" fing an, in meinem Kopf herumzuschwirren, als eine Art doppeldeutiges Ding, bei dem man die eigentliche Pressung bekommt. Bei diesem Song habe ich angefangen, mit der Idee eines Mädchens und eines Jungen herumzuspielen, die sich tatsächlich berühren wollen, aber es gibt einen ganzen großen, überfüllten Raum voller Menschen. Was werden sie tun? Also sagt er zu ihr: 'Wann immer du willst, dass ich das mache, sag einfach leise 'drücken', und ich werde wissen, was du meinst.' So wird es zu einer kleinen geheimen Botschaft zwischen den beiden.“
Press war die erste Singleauskopplung aus dem Album Press to Play und erreichte Platz 25 in Großbritannien und in den USA Platz 21 in den jeweiligen Charts. In Deutschland konnte sich die Single auf Platz 53 platzieren.
Von Press gibt es fünf verschiedene Versionen. Die Erstauflage der britischen und deutschen 7"-Vinyl-Single enthält einen 3:55-Mix vom Produzenten Hugh Padgham. Die 7"-Vinyl-Single, außerhalb Großbritanniens und Deutschlands, hatte den Titel Press (Video Edit) und enthält einen Remix (3:35) des Songs von Bert Bevans und Steve Forward. Es wurde auch eine 10"-Vinyl-Single veröffentlicht, die eine etwas längere Version des Padgham-Mixes mit einer Länge von 4:20 Minuten beinhaltet. Die 12"-Vinyl-Single, unter dem Titel Press (Video Soundtrack), enthält einen weiteren Padgham-Mix, der 4:43 Minuten dauert, sowie Press (Dub Mix), ein weiterer Remix von Bevans und Forward, der 6:18 Minuten lang ist.
Die ersten 45.000 britischen Kopien vom Album Press To Play enthalten den Video-Edit-Remix von Bevans und Forward, spätere Pressungen enthalten den Originalmix (12"-Vinyl-Single) von Hugh Padgham.
Für das Lied Press wurde am 16. Juni 1986 ein Musikvideo unter der Regie von Philip Davey produziert. Das Musikvideo zu Press wurde 1986 komplett in der Londoner U-Bahn gedreht. McCartney singt das Lied, während er mit der U-Bahn von South Kensington zum Piccadilly Circus fährt. McCartney interagiert mit den Fahrgästen in der U-Bahn und im Bahnhof.

## Aufnahme

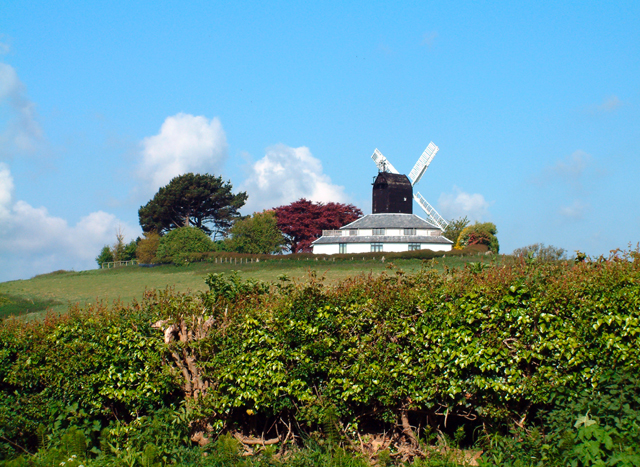
Im Hogg Hill Mill Studio wurden die Aufnahmen eingespielt

Die Aufnahmesessions für Press fanden im April/Mai 1985 in McCartneys eigenem Hogg Hill Mill Studio in Sussex statt, wobei Hugh Padgham und Paul McCartney als Produzenten fungierten. Overdubs erfolgten zwischen 1. Oktober und 6. Dezember 1985, die Abmischung zwischen dem 14. und 18. April 1986, beides wiederum im Hogg Hill Mill Studio.
Besetzung:
- Paul McCartney: Gesang, E-Gitarre, Keyboard
- Carlos Alomar: E-Gitarre
- Eddie Rayner: Synthesizer
- Linda McCartney: Hintergrundgesang
- Eric Stewart: Hintergrundgesang
- Jerry Marotta: Schlagzeug

## Coverversionen
Es gibt eine Coverversion von Press.

## Veröffentlichung
- Am 14. Juli 1986 erschien die Single Press / It’s Not True[4] die Single wurde nach wenigen Tagen, am 20. Juli, in Großbritannien und Deutschland zurückgezogen und durch Press (Video Edit, Bevans-Forward Mix) ersetzt[5], wobei in den USA lediglich die zweite Version erschienen ist.[6] Die 12″-Vinyl-Maxisingle[7] enthält folgende Lieder: Press (Bevans-Forward Mix) / It’s Not True / Hanglide / Press (Dubmix). Hanglide wurde bisher nicht auf CD veröffentlicht. In den USA wurden zwei verschiedene 7″-Vinyl-Promotionsingles verteilt, die erste[8] enthält den Video-Edit auf beiden Seiten, während die zweite Promotionsingle[9] den Video-Edit auf der A-Seite und auf der B-Seite eine exklusive Abmischung hat. Die 12″-Vinyl-Promotionsingle enthält wiederum den Video-Edit auf beiden Seiten.[10]
- In Großbritannien wurde am 18. August 1986 eine limitierte 10″-Vinyl-Maxisingle[11] veröffentlicht: Press (Original Mix) / It’s Not True / Press (Video Edit). Sechstausend Exemplare wurden veröffentlicht, mit einem kreisförmigen, ausklappbaren Cover.
- Am 25. August 1986 erschien in den USA und am 1. September 1986 in Großbritannien das Album Press to Play auf dem sich Press befindet.
- Am 9. August 1993[12] wurde die CD Press to Play in einer von Peter Mew remasterten Version mit zwei weiteren Bonusstücken veröffentlicht.[13]
- Press erschien am 10. Juni 2016 auf dem Kompilationsalbum Pure McCartney (Vier CD-Version).
- Am 2. Dezember 2022 wurde die Singlebox The 7″ Singles Box veröffentlicht, die auch Press enthält.